# Alepes vari
 Alepes vari és una espècie de peix de la família dels caràngids i de l'ordre dels perciformes.

## Morfologia
Els mascles poden assolir els 56 cm de longitud total.

## Alimentació
Menja gambes, copèpodes, decàpodes i peixets.

## Distribució geogràfica
Es troba des del mar Roig i el golf Pèrsic fins al Pacífic occidental i des de Corea i les illes Ryukyu fins a Queensland (Austràlia) i Nova Caledònia.

## Ús comercial
És d'importància comercial secundària i es comercialitza fresc o en salaó.